# Schweizer Badmintonmeisterschaft 2018
Die Schweizer Badmintonmeisterschaft 2018 fand vom 2. bis zum 4. Februar 2018 in Morges statt.

## Medaillengewinner
| Disziplin    | Gold                           | Silber                          | Bronze                          |
| ------------ | ------------------------------ | ------------------------------- | ------------------------------- |
| Herreneinzel | Christian Kirchmayr            | Tobias Künzi                    | Joel König                      |
| Herreneinzel | Christian Kirchmayr            | Tobias Künzi                    | Anthony Dumartheray             |
| Dameneinzel  | Sabrina Jaquet                 | Ronja Stern                     | Ayla Huser                      |
| Dameneinzel  | Sabrina Jaquet                 | Ronja Stern                     | Marion Varrin                   |
| Herrendoppel | Mathias Bonny Oliver Schaller  | David Orteu Julien Scheiwiller  | Thomas Bless Manuel Manca       |
| Herrendoppel | Mathias Bonny Oliver Schaller  | David Orteu Julien Scheiwiller  | Florian Schmid Gilles Tripet    |
| Damendoppel  | Céline Burkart Nicole Schaller | Aline Müller Jenjira Stadelmann | Céline Dagelet Chantal Von Rotz |
| Damendoppel  | Céline Burkart Nicole Schaller | Aline Müller Jenjira Stadelmann | Tiffany Girona Tenzin Pelling   |
| Mixed        | Oliver Schaller Céline Burkart | Mathias Bonny Ayla Huser        | Roger Schmid Nicole Schaller    |
| Mixed        | Oliver Schaller Céline Burkart | Mathias Bonny Ayla Huser        | Gilles Tripet Tiffany Girona    |